# Митева
Митева — деревня в Кудымкарском районе Пермского края. Входила в состав Белоевского сельского поселения. Располагается северо-западнее от города Кудымкара. Расстояние до районного центра составляет 21 км. По данным Всероссийской переписи населения 2010 года, в деревне проживало 4 мужчины.

## История
По данным на 1 июля 1963 года, в деревне проживало 84 человека. Населённый пункт входил в состав Кузьвинского сельсовета.